# Фронцковяк, Магдалена
Магдалена Фронцковяк (пол. Magdalena Frąckowiak, род. 6 октября 1984, Гданьск) — польская топ-модель.

## Биография
В 2000 году, когда Магдалене было 16 лет, мама отправила её фотографии на конкурс варшавского модельного агентства. Магдалена победила и подписала контракт с Model Plus Agency. Первой работой стала съемка для журнала Machina, первым значительным успехом — обложка итальянского Glamour в 2006 году.
Принимала участие в показах Elie Saab, Miu Miu, Chanel, Gianfranco Ferré, Hakaan, John Galliano, Viktor & Rolf, Christian Dior, Lanvin, Balmain, Roberto Cavalli, Dolce & Gabbana, Emilio Pucci, Fendi, Prada, Givenchy, Versace, Etro, D&G, Ralph Lauren, Oscar de la Renta, Alexander Wang, Louis Vuitton, Giorgio Armani, Jean Paul Gaultier, Hermés, Chloé, Karl Lagerfeld, Balenciaga, MaxMara, Blumarine и Paco Rabanne.
Участвовала в фотосессиях Петера Линдберга для Harper’s Bazaar, Стивена Майзела и Стивена Кляйна для итальянского издания Vogue, и Крейга Макдина для Christian Dior Lingerie. Появлялась на обложках итальянского, немецкого, японского и русского Vogue, Numéro и многих других журналов. Стала лицом аромата Givenchy Eaudemoiselle. Сыграла главную роль в снятом Карлом Лагерфельдом рекламном видео бренда Hogan, где выступила вместе с Батистом Джабикони. Тот же фотограф выбрал её моделью для календаря Pirelli на 2011 год и журнала Numéro Homme.
В 2010, 2012, 2013, 2014 и 2015 годах участвовала в итоговом показе компании «Victoria’s Secret». Регулярно принимает участие в съемках для рекламы и каталогов этой марки.

## Достижения
- Занимает[уточнить] 13 место в рейтинге самых востребованных моделей сайта models.com.
- Входит в «Топ-30 моделей 2000-х годов» по версии Французского издания Vogue.